# Jerzy Wocial
Jerzy Piotr Wocial (ur. 29 czerwca 1946 w Warszawie, zm. 31 maja 2009 tamże) – polski filozof, tłumacz, działacz społeczny i publicysta katolicki.

## Życiorys
Jerzy Wocial ukończył w 1969 Wydział Handlu Zagranicznego Szkoły Głównej Planowania i Statystyki (obecnie Szkoła Główna Handlowa), zaś w 1975 Wydział Filozofii Uniwersytetu Warszawskiego. W latach 1969–1971 był asystentem w Instytucie Koniunktur i Cen przy Ministerstwie Handlu Zagranicznego. W 1979 uzyskał doktorat. W latach 1977–1980 współpracował z wydawnictwem NOWa (m.in. jako introligator, zecer, organizator prac). Współpracował także z Biuletynem Informacyjnym KSS „KOR”.
Od września 1980 był działaczem „Solidarności” (członek Komitetu Założycielskiego, członek Komisji Zakładowej „Solidarności” UW, rzecznik prasowy komisji zakładowej, uczestnik prac Komisji Interwencyjnej NSZZ „Solidarność" UW). W 1981 publikował w niezależnym piśmie „Krytyka” pod pseudonimem Piotr Niewiarowski. 13 grudnia 1981 został internowany w ośrodku odosobnienia na Białołęce w Warszawie, następnie przetrzymywany był w ośrodkach w Jaworzu i Darłówku, zwolniony zaś został 23 lipca 1982.
W latach 1982–1989 działał w podziemnych strukturach „Solidarności” na Uniwersytecie Warszawskim. W latach 1982–1983 był współzałożycielem, autorem, redaktorem i organizatorem podziemnego pisma „Spojrzenie na…” Kombinatu Przemysłu Narzędziowego VIS. Od 1985 do 1989 był członkiem Społecznego Komitetu Nauki, odpowiedzialnym za kontakty ze studentami.  W roku 1984 i 1987 został zatrzymany i ukarany grzywną za organizację demonstracji. W drugiej połowie lat 80. współdziałał z Niezależnym Zrzeszeniem Studentów na UW. W latach 80. współpracował jako zecer, łącznik, kolporter, redaktor, tłumacz i autor z wieloma wydawnictwami podziemnymi, jak „Almanach Humanistyczny”, „Tygodnik Mazowsze”, „Wiadomości”, „Głos”, „Bez Dyktatu”, „CDN – Głos Wolnego Robotnika”, a także miesięcznikiem „Więź”.
Od 1994 był członkiem zwyczajnym, następnie członkiem Zarządu KIK w Warszawie. W latach 1992–1997 był członkiem redakcji, a następnie członkiem Rady Redakcyjnej miesięcznika „Więź”. Pod koniec życia współpracował z „Rzeczpospolitą” jako publicysta.
Był tłumaczem i autorem wstępów do książek filozoficznych i teologicznych (m.in. autorów, takich jak Florian Znaniecki, Werner Jaeger, Dietrich von Hildebrand, Basil Hume).
Zmarł w wyniku choroby nowotworowej.
Odznaczenia:
- Zasłużony Działacz Kultury (2001)
- Srebrny Krzyż Zasługi (2003)
- Krzyż Oficerski Orderu Odrodzenia Polski (2008)[1]